# Abgußsammlung des Archäologischen Instituts der Universität Göttingen
Die Abgußsammlung des Archäologischen Instituts der Universität Göttingen ist eine Sammlung historischer Abgüsse aus Gips von Plastiken der Antike, die das Archäologische Institut der Universität Göttingen verwahrt. Die Sammlung ist die älteste und eine der bedeutendsten Sammlungen ihrer Art. Sie besteht aus mehr als 2000 Abgüssen, deren Originale auf mehr als 150 archäologische Sammlungen weltweit verteilt sind.

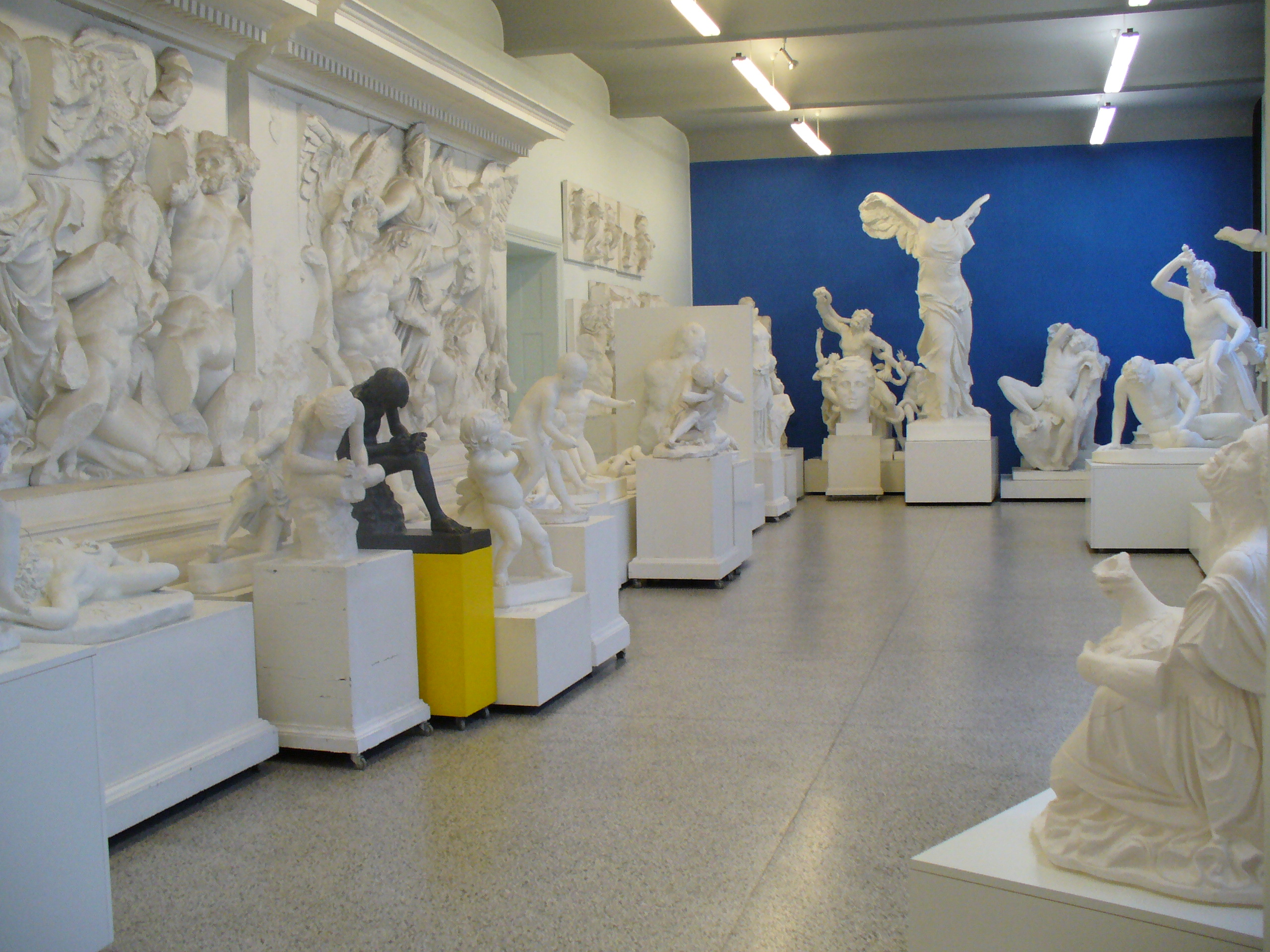
Blick in einen der Sammlungssäle (2008). Links an der Wand Abgüsse vom Pergamonaltar, dunkel der Dornauszieher, im Hintergrund die Nike von Samothrake

## Geschichte
Die Geschichte der Abgußsammlung begann im Jahr 1767 mit dem Wirken des Altphilologen Professor Christian Gottlob Heyne. Heyne, der als einer der Begründer der modernen Klassischen Altertumswissenschaft gilt, erkannte als Erster die didaktischen Möglichkeiten antiker Kunstwerke in der Lehre. Weil Originale jedoch zum Teil recht teuer waren, fanden schon seit der Renaissance Gipsabgüsse in Europa Verbreitung. Diese waren zunächst jedoch meist Studienmodelle in Künstlerateliers und dienten der Produktion von Marmorstatuen und Bronzen. Zunächst hatte Heyne mit verschiedenen Problemen zu kämpfen. Es gab keinen Etat für die Sammlung, keine Räumlichkeiten und auch keinen ausreichend großen Markt für Abgüsse, weder in der Menge, noch in der nötigen Qualität. Zunächst erwarb Heyne 18 Abgüsse von Bronzebildnissen römischer Kaiser und einiger anderer Personen des antiken Geisteslebens, deren Vorbilder sich in der Galerie Herrenhausen befanden und zum Teil noch heute befinden. Dabei handelte es sich jedoch nicht um Abgüsse von Originalen, sondern um Abgüsse von Abgüssen, was Heyne allerdings nicht wusste. Lange war nicht klar, warum er ausgerechnet diese 18 Bildnisse erwarb, gehörten antike Porträts doch nicht zum Kanon der berühmten Bildwerke der Antike. Heute weiß man aus Aufzeichnungen Rudolf Erich Raspes, dass neben Heyne auch der Landgraf von Hessen-Kassel und der Herzog von Mecklenburg-Schwerin einen Satz der Abgüsse erwarben.
Somit waren diese Bildnisse, da nur eine Negativform benötigt wurde, vergleichsweise preiswert. An der Herstellung der Abgüsse, die unter der Aufsicht des Hofbildhauers Johann Friedrich Ziesenis gefertigt wurden, waren offenbar auch die italienischen Gebrüder Ferrari beteiligt, die zu einigen der bedeutendsten Gipsformern werden sollten. Eine Büste Konstantin des Großen ist von einem der Brüder signiert worden. Auch später lieferten die Brüder, die sich in Leipzig niederließen, einige der Abgüsse für die Sammlung. Darunter waren mehrere Abgüsse ganzer Statuen wie der Apoll von Belvedere, die Venus Medici, der Borghesische Fechter und der Laokoon. Später mussten ausgerechnet diese Werke, auf die Heyne wegen ihrer Wirkung besonderen Wert legte, durch neue Abgüsse ersetzt werden, weil sie schlichtweg zu unscharf waren. Das betraf im Laufe der Zeit auch weitere Werke, die den Ansprüchen der Lehre nicht genügten, so auch die Bildnisse aus der Werkstatt der Gebrüder Rost, die ebenfalls in Leipzig in den beiden letzten Jahrzehnten des 18. Jahrhunderts wirkten. Ihre Abgüsse waren zwar im Schnitt besser als die der Ferraris, doch benutzen offenbar beide Firmen abgenutzte Formen.
1781 kamen als Geschenk des Grafen Johann Ludwig von Wallmoden-Gimborn Abgüsse von Skulpturen seiner Sammlung, der ältesten privaten Antikensammlung in Deutschland, ans Institut.  Weitere Geschenke kamen etwa mit einem Abguss der Büste der Klytia von Raspe (1792) oder von Friedrich Wilhelm Eugen Döll, dessen Geschenke 1802 zugleich die letzten Neuzugänge zur Sammlung in Heynes Zeit in Göttingen waren. Problematisch waren zum Teil die Kosten. So musste für einen Abguss einer Nachschöpfung des Silen mit Dionysosknabe, der in Bologna erworben wurde, 20 Taler bezahlt werden, für den Transport nach Göttingen jedoch das vierfache. Probleme bereitete auch die Aufstellung der Abgüsse. Zunächst waren sie in den Bibliotheksräumen des sogenannten Kollegiengebäudes untergebracht. Die Aufstellung konnte dank Aufzeichnungen Heynes und weiterer zeitgenössischer Berichte rekonstruiert werden. Die Abgüsse waren auf mindestens sieben Bibliotheksräume verteilt. Die Statuen standen meist in Nischen, die Büsten und Köpfe auf Wandkonsolen. Es scheint, dass Heyne bei der Aufstellung versuchte, Bezüge zwischen Statuen und der jeweiligen Abteilung der Bibliothek herzustellen. Die Bildnisse von Regenten und Politikern standen im Historischen Saal, die der Geistesgrößen im Philologischen Saal. Der Sterbende Fechter und der Fechter Borghese fanden Aufstellung im Medizinischen Saal. Letztere Statue galt als anatomische Musterfigur. Unklar ist, warum auch die Bildnisse Caesars und Konstantins hier standen. Ebenfalls lässt sich kein klarer Bezug der Frauendarstellungen zum Physikalischen Saal herstellen. Hier standen auch die archäologischen Bücher und Heyne hielt hier seit 1767 jeden Sommer seine archäologischen Vorlesungen ab. Im Physikalischen Saal standen daneben auch Büsten zeitgenössischer Personen wie Johann Joachim Winckelmann und Georg III. Eine Erklärung des Standortes des Laokoon und des Apoll von Belvedere im Juristischen Saal und dem Silen mit Dionysoskind im Theologischen Saal konnte nicht gefunden werden. Zwar hatten die Bildnisse den Nebeneffekt, ein würdiger Schmuck der Bibliothek zu sein, doch war die Nutzbarkeit in dieser Aufstellung begrenzt, denn nicht alle Bildnisse waren während der Vorlesungen vor Ort greifbar.
Die nächsten Impulse für die Sammlung gingen ab 1823 von Karl Otfried Müller aus. So gelang es ihm beispielsweise, eine originalgetreue Abbildung der Venus von Milo vom Louvre zu erwerben. Zudem fanden die Bildnisse auf Müllers Initiative hin 1823 eine neue Aufstellung in der Paulinerkirche, wo die Apsis ebenfalls auf Müllers Initiative zu einer Art Vorlesungsraum umgestaltet wurde. Während der Ägide von Müllers Nachfolger Friedrich Wieseler fand die Sammlung wieder einen neuen Aufstellungsort. 1844 kamen die Abgüsse in das Aulagebäude der Universität am Wilhelmsplatz. Doch wegen weiterer Ankäufe, etwa des Bauschmucks des Zeustempels von Olympia im Jahr 1877, war der Raum auch dort binnen kurzer Zeit zu klein geworden. Teile der Sammlung mussten in die Aula, ja sogar ins Treppenhaus ausgelagert werden. 1912 während der Amtszeit von Gustav Körte fand die Sammlung ihre bis heute endgültige Aufstellung im zeitgleich errichteten Seminargebäude am Nikolausberger Weg. Eigens für die Sammlung wurden hohe Ausstellungsräume geschaffen. Neu hinzu kamen beispielsweise Giebelfiguren des Aphaiatempels von Ägina sowie Architekturplastiken aus Delphi. 1930 konnte die Sammlung nochmals nennenswert durch den Erwerb der Elgin Marbles, einem Teil der Parthenon-Skulpturen, erweitert werden. Christof Boehringer, der erste hauptamtliche Kustos der Sammlung, ordnete diese seit 1967 grundsätzlich neu. Die Sammlung wurde weiterhin kontinuierlich und zahlreich ergänzt. Die Räumlichkeiten mussten durch Magazine für die Köpfe und Büsten erweitert werden, 1986 kamen weitere drei Räume für hochklassische und klassizistische Statuen und ein Saal für Abgüsse römischer Kunstwerke im ehemaligen Hofauditorium hinzu.

## Ausstellungen
Die öffentlich zugängliche Sammlung ist aktuell im Institut auf zwei Etagen mit jeweils mehreren Räumen verteilt. Zudem sind einige Skulpturen Teil der Dauerausstellung in der Paulinerkirche. Einen eigenen Etat gibt es für die Abgußsammlung nicht, sie ist direkt dem klassisch-archäologischen Institut angeschlossen und ist neben der Sammlung der Originale und der numismatischen Sammlung eine der drei vom Institut betreuten Sammlungen. Kustos der Sammlungen ist derzeit Daniel Graepler.

## Belege
1. ↑  Inventarnummer 687.
2. ↑  Daniel Graepler: Die Originalsammlung des Archäologischen Instituts, in: Dietrich Hoffmann, Kathrin Maack-Rheinländer (Hg.): Die Museen, Sammlungen und Gärten der Universität Göttingen, 2001, S. 60